# Sheyla Gutiérrez
Sheyla Gutiérrez Ruiz (Varea, 1º gennaio 1994) è una ciclista su strada spagnola che corre per il Movistar Team. Attiva tra le Elite dal 2013, ha vinto una tappa al Giro d'Italia 2017.

## Palmarès

### Strada
- 2012 (Juniores)

Campionati spagnoli, Prova in linea Junior
- 2013 (Lointek, una vittoria)

Campionati spagnoli, Prova in linea Under-23
- 2014 (Lointek, una vittoria)

Campionati spagnoli, Prova in linea Under-23
- 2015 (Lointek, una vittoria)

Grand Prix du Morbihan
- 2017 (Cylance Pro Cycling, tre vittorie)

Le Samyn des Dames
Campionati spagnoli, Prova in linea Elite
7ª tappa Giro Rosa (Isernia > Baronissi)
- 2018 (Cylance Pro Cycling, tre vittorie)

Classifica generale Tour of Zhoushan Island
1ª tappa Panorama Guizhou International Women's Road Cycling Race (Duyun > Duyun)
Classifica generale Panorama Guizhou International Women's Road Cycling Race
- 2019 (Movistar Team, una vittoria)

Campionati spagnoli, Prova a cronometro Elite
- 2020 (Movistar Team, una vittoria)

La Périgord Ladies
- 2022 (Movistar Team, due vittorie)

1ª tappa Tour Cycliste Féminin International de l'Ardèche (Le Teil > Villeneuve-de-Berg)
2ª tappa Tour Cycliste Féminin International de l'Ardèche (Lac de Champos > Montélimar)
- 2024 (Movistar Team, una vittoria)

La Picto-Charentaise

#### Altri successi
- 2018 (Cylance Pro Cycling)

Classifica a punti Tour of Zhoushan Island

## Piazzamenti

### Grandi Giri
- Giro d'Italia

2016: 73ª
2017: 56ª
2018: 83ª
2019: 113ª
2021: fuori tempo massimo (4ª tappa)
2023: 118ª
- Tour de France

2022: 96ª
2023: 89ª
2024: non partita (8ª tappa)
- Vuelta a España

2024: 66ª

### Classiche monumento
- Giro delle Fiandre

2014: 84ª
2015: 76ª
2016: 29ª
2017: 20ª
2018: ritirata
2019: 99ª
2023: ritirata
2024: ritirata
- Parigi-Roubaix

2021: 46ª
2023: ritirata
2024: 67ª
- Liegi-Bastogne-Liegi

2017: 30ª
2018: ritirata

### Competizioni mondiali
- Campionati del mondo

Copenaghen 2011 - In linea Junior: 6ª
Copenaghen 2011 - Cronometro Junior: 24ª
Valkenburg 2012 - Cronometro Junior: 32ª
Valkenburg 2012 - In linea Junior: 7ª
Ponferrada 2014 - In linea Elite: ritirata
Richmond 2015 - Cronometro Elite: 40ª
Richmond 2015 - In linea Elite: 88ª
Doha 2016 - Cronometro Elite: 29ª
Doha 2016 - In linea Elite: 8ª
Bergen 2017 - In linea Elite: 17ª
Yorkshire 2019 - Staffetta: 10ª
Yorkshire 2019 - In linea Elite: ritirata
Fiandre 2021 - In linea Elite: 81ª
Glasgow 2023 - In linea Elite: ritirata

### Competizioni europee
- Campionati europei su strada

Goes 2012 - In linea Junior: 42ª
Olomouc 2013 - Cronometro Under-23: 23ª
Olomouc 2013 - In linea Under-23: 33ª
Nyon 2014 - In linea Under-23: ritirata
Tartu 2015 - Cronometro Under-23: 9ª
Tartu 2015 - In linea Under-23: 12ª
Plumelec 2016 - Cronometro Elite: 35ª
Plumelec 2016 - In linea Elite: 60ª
Herning 2017 - In linea Elite: 14ª
Alkmaar 2019 - In linea Elite: 12ª
Plouay 2020 - In linea Elite: ritirata
Monaco di Baviera 2022 - In linea Elite: 59ª
Limburgo 2024 - In linea Elite: ritirata
- Campionati europei su pista

Anadia 2014 - Inseguimento individuale Under-23: 6ª
Atene 2015 - Inseguimento individuale Under-23: 6ª
Atene 2015 - Scratch Under-23: 4ª
Montichiari 2016 - Corsa a punti Under-23: 5ª
Saint-Quentin-en-Yvelines 2016 - Inseguimento individuale: 9ª
Saint-Quentin-en-Yvelines 2016 - Scratch: 10ª
- Giochi europei

Baku 2015 - Cronometro: 22ª
Baku 2015 - In linea: 42ª